# Alejandro Ortiz
Pour les articles homonymes, voir Ortiz.
Alejandro Ortiz, né le 3 mai 1952, est un ancien joueur cubain de basket-ball. Il évolue durant sa carrière au poste d'ailier.

## Palmarès
- 3e des Jeux panaméricains de 1971